# Akos Verboczy
Akos Verboczy (Budapest, 1975 –) québeci író és esszéista. Leginkább a 2016-ban megjelent Rhapsodie québécoise : itinéraire d'un enfant de la loi 101 című önéletrajzi esszéjéről ismert, amely nagy sikert aratott a közönség és a kritikusok körében egyaránt. Első regénye, a La Maison de mon père 2023-ban jelent meg Québecben és 2024-ben Franciaországban.

## Élete
Verbőczy Ákos Budapesten nőtt fel, zsidó származású családban. 1986-ban, 11 éves korában édesanyjával és idősebb nővérével a kanadai Québecbe, Montréalba emigrált. A Mont-Royal Középiskolában, a Collège de Rosemontban és az UQAM-ban tanult politológia szakon.
Rendszeresen megjelenik a médiában a bevándorlás, az oktatás, a kultúra és a francia nyelv védelmének kérdéseivel kapcsolatban Québecben. 2001 és 2005 között Marie-France Bazzo rendszeres vendége volt a Radio-Canada Indicatif présent című műsorának. Kolumnistaként 2011 és 2012 között a Journal Métro, 2017-ben és 2018-ban pedig a La Presse számára írt társadalmi és politikai cikkeket.
2008-ban a Claude Godbout által rendezett Génération 101 című dokumentumfilm egyik főszereplője volt Ruba Ghazal, Farouk Karim és Daniel Russo Garrido (ismert nevén Boogat) mellett. Emellett számos más dokumentumfilmben is részt vett, például a Les enfants de la loi 101 (Radio-Canada, 2017), az Identité dans la diversité Bernard Derome-mal (Télé-Québec, 2016), a Le vrai nouveau monde Gregory Charles-szal (ICI ARTV-Radio-Canada, 2020) és az Une histoire sur le goût de la langue (Savoir Médias, 2022) című filmekben.
2019-ben hosszú interjút adott Michel Lacombe-nak a Radio-Canada Première chaîne 21e című műsorában.

## Művei
- Rhapsodie québécoise : Itinéraire d'un enfant de la loi 101, Boréal, 2016 ISBN 9782764624210 coll. Boréal Compact (2017)ISBN 9782764624883
- Canons : Onze déclaration d'amour littéraire, ouvrage collectif, Éditions VLB, 2023
- La Maison de mon père, Boréal, 2023 (pour le Québec) et les Éditions Le Bruit du monde, 2024 ISBN 9782493206954 (pour la France, la Suisse, la Belgique)

## Díjak és kitüntetések
- 2012 - döntős - Grands Prix du journalisme indépendant, catégorie journalisme d'opinion
- 2016 - győztes - Livre de l'année - Grand prix de La Presse québécoise[17]
- 2016 - díjak - Les 10 essais de l’année - Nathalie Collard(wd) - La Presse[18]
- 2016 - díjak - Les 12 meilleurs essais de l’année - Jacques Lanctôt(wd) - Journal de Montréal[19]
- 2016 - győztes - Les incontournables Radio-Canada : 100 livres d’ici qui racontent le monde d’aujourd’hui[20]
- 2017 - győztes - Les incontournables Radio-Canada : 100 livres d’ici à faire lire à ceux qui nous dirigent[20]
- 2017 - döntős - Prix de la diversité Métropolis Bleu(wd)[21]
- 2022 - győztes - Concours de traduction décerné par l'Institut Liszt Paris pour la nouvelle de László Darvasi
- 2023 - díjak - 12 coups de cœur pour le 12 août, Le Devoir[22]
- 2023 - döntős - Prix du Rendez-vous du premier roman, sélection 2023-2024[23]
- 2024 - győztes -  Prix Nouvel Apport Metropolis bleu / Conseil des arts de Montréal(wd)[24]

## Fordítás
- Ez a szócikk részben vagy egészben  az   Akos Verboczy című francia Wikipédia-szócikk fordításán alapul.  Az eredeti cikk szerkesztőit annak laptörténete sorolja fel. Ez a jelzés csupán a megfogalmazás eredetét és a szerzői jogokat jelzi, nem szolgál a cikkben szereplő információk forrásmegjelöléseként.